# Walter R. Stubbs

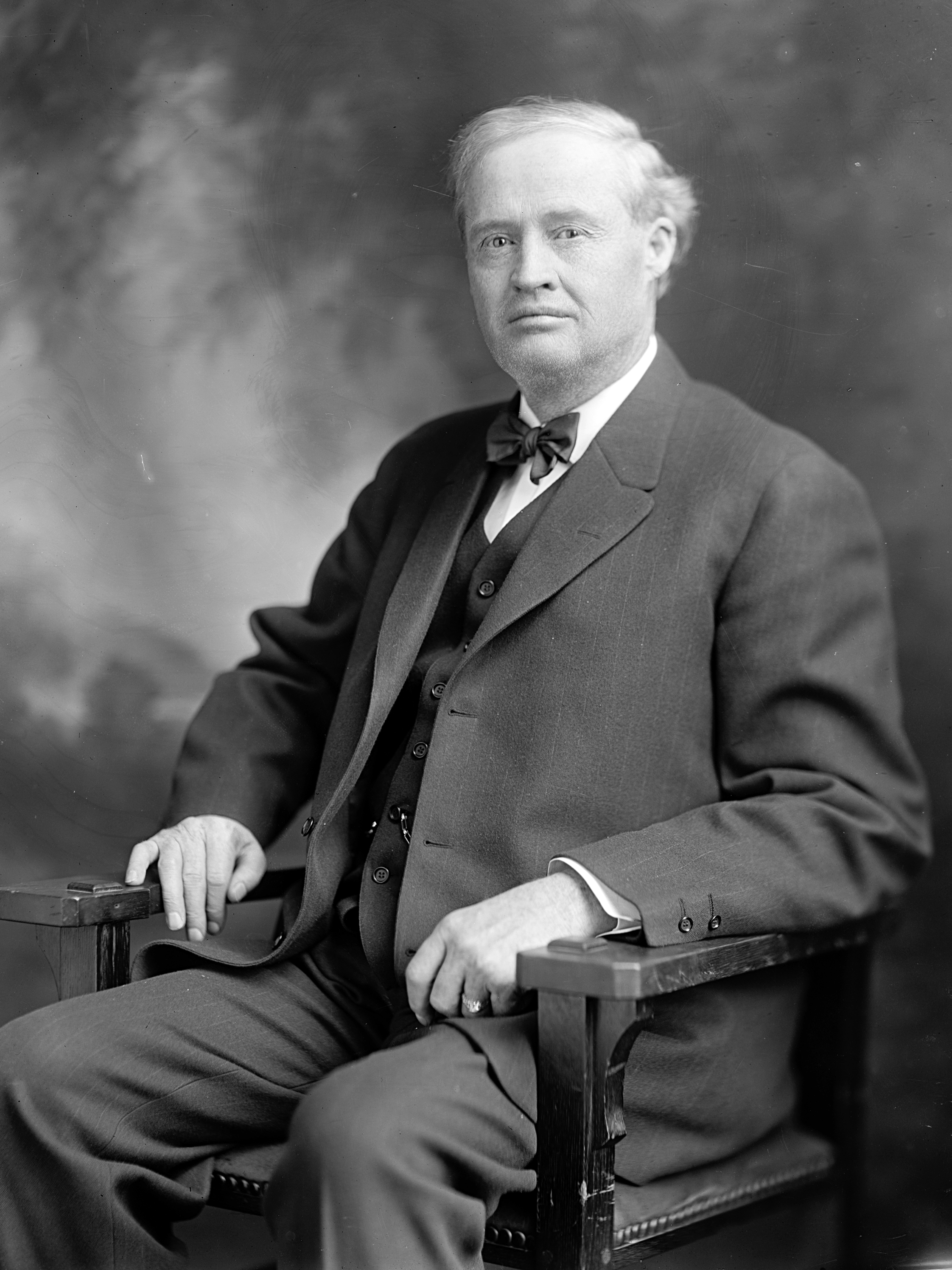
Walter R. Stubbs

Walter Roscoe Stubbs (* 7. November 1858 im Wayne County, Indiana; † 25. März 1929 in Topeka, Kansas) war ein US-amerikanischer Politiker und von 1909 bis 1913 der 18. Gouverneur des Bundesstaates Kansas.

## Frühe Jahre
Walter Stubbs zog als Kind mit seinen Eltern von Indiana über Iowa nach Kansas. Dort kamen sie im Jahr 1869 an und Stubbs besuchte die örtlichen Schulen im Douglas County. Er schrieb sich an der University of Kansas ein, konnte aber wegen finanzieller Probleme nicht zu Ende studieren. In der Folge arbeitete er als Hilfsarbeiter in verschiedenen Berufen. Dabei war er auch Helfer einer Spedition, die mit Hilfe von Maultiergespannen Waren transportierte. Stubbs fand daran Gefallen, erwarb selbst Maultiere und stieg damit in das Frachtgeschäft ein. Nachdem er sich einige Verträge mit der Eisenbahn sichern konnte, ging es auch wirtschaftlich bergauf und er wurde reich. Später konnte er auch in das Bankgeschäft einsteigen.

## Politischer Aufstieg
Stubbs war Mitglied der Republikanischen Partei und wurde im Jahr 1902 in das Repräsentantenhaus von Kansas gewählt. Dieses Mandat behielt er fünf Jahre lang, zeitweise war er auch Parlamentspräsident (Speaker). Zwischen 1904 und 1908 war er Parteivorsitzender der Republikaner in Kansas. Im Jahr 1908 wurde er von seiner Partei als Kandidat für die anstehenden Gouverneurswahlen nominiert. Diese Nominierung erfolgte erstmals nach dem neuen Vorwahlgesetz, nach dem die Wähler in Vorwahlen den Kandidaten ihrer Partei bestimmen konnten. Dieses System ist noch heute in den meisten Bundesstaaten und bei Präsidentschaftswahlen üblich.

## Gouverneur von Kansas
Nach der erfolgreichen Wahl konnte Stubbs sein neues Amt am 11. Januar 1909 antreten. Nach einer Wiederwahl im Jahr 1910 konnte er insgesamt vier Jahre lang amtieren. In seiner Zeit wurden der Straßenausbau gefördert, die gesetzliche Kontrolle der Versicherungsgesellschaften verbessert, die Eisenbahntarife kontrolliert, und ein Gesetz zur Regelung von Wahlkampfausgaben verabschiedet. Die Maaße und Gewichte wurde vereinheitlicht. Die Kinderarbeit wurde für Kinder unter 14 Jahren verboten. In Zügen, die durch Kansas fuhren, wurde der Ausschank alkoholischer Getränke verboten, so lange sie sich auf dem Gebiet des Staates befanden. Aufgrund der Hochwasserkatastrophen, vor allem in den Jahren 1903 und 1904, wurde der Hochwasserschutz verbessert. Damals wurde auch eine Behindertenanstalt für geistig gestörte Menschen erbaut. Im Südosten des Staates gab es einige Probleme mit der Überwachung des Alkoholverbots.

## Weiterer Lebenslauf
Stubbs bewarb sich 1912 nicht um eine dritte Amtszeit. Stattdessen kandidierte er, allerdings erfolglos, für einen Sitz im US-Senat. 1918 scheiterte eine erneute Kandidatur für den Senat. In den Jahren 1922 und 1924 bewarb sich Stubbs jeweils erfolglos um eine Rückkehr in das Amt des Gouverneurs. In der Zwischenzeit war er zu einem reichen Mann aufgestiegen, der in Colorado, New Mexico und Texas im großen Stil Vieh züchtete. Walter Stubbs starb im Jahr 1929 und wurde in Lawrence beigesetzt. Er war mit Stella Hostettler verheiratet, mit der er vier Kinder hatte.